# Poloni
Poloni is een gemeente in de Braziliaanse deelstaat São Paulo. De gemeente telt 5.100 inwoners (schatting 2009).